# Чапельський Іван

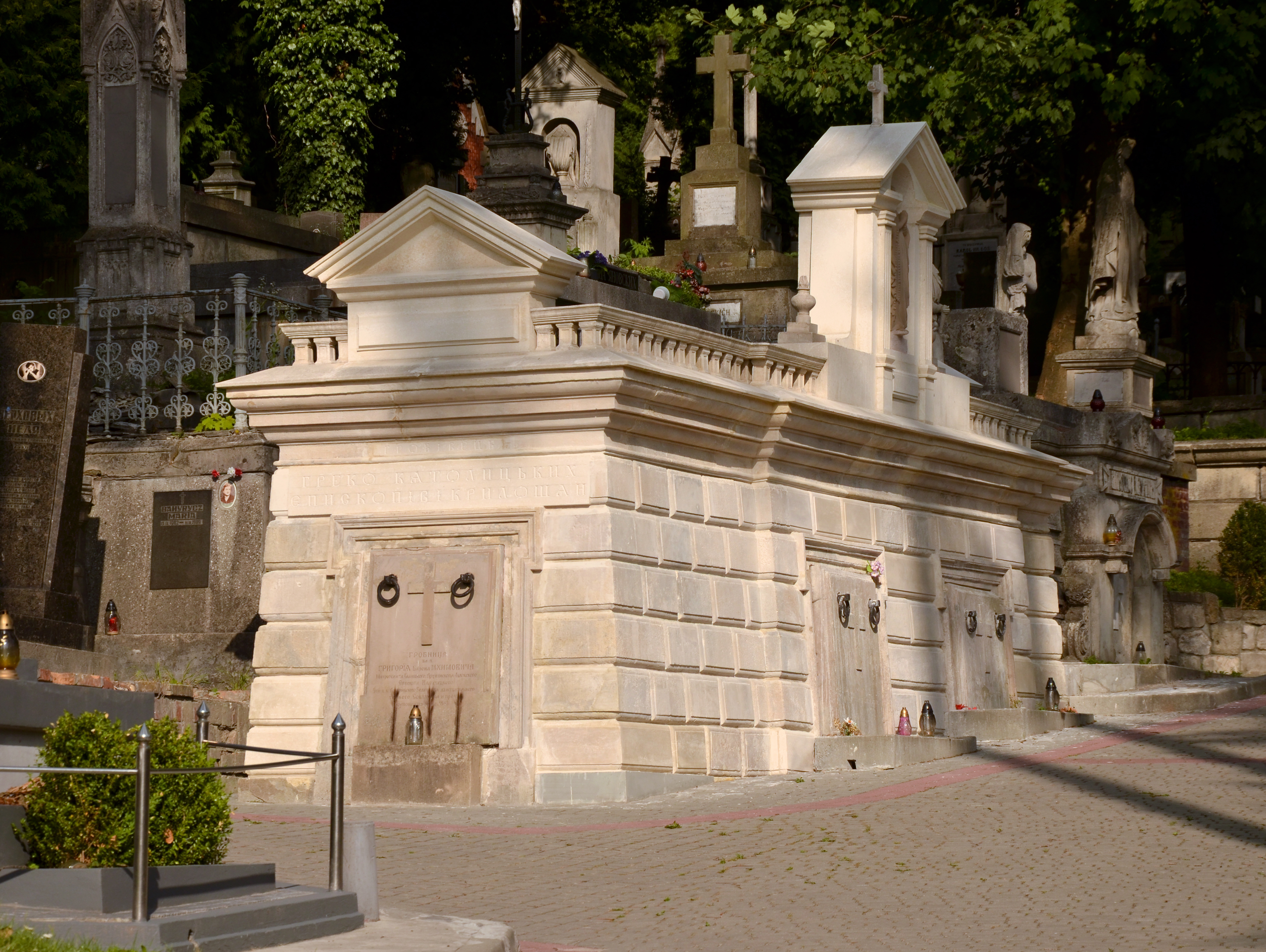
Гробівець митрополитів, єпископів та каноніків УГКЦ в якому похований о. І. Чапельський

Іва́н Чапе́льський (18 червня 1850, с. Рибник Дрогобицького повіту  — 31 березня 1919, Львів) — український греко-католицький священник, педагог, редактор, видавець, громадський діяч.

## Походження й освіта
Іван Чапельський народився 1850 року в родині отця Антона Чапельського, який з 1851 і до дня смерті у 1885 року був парохом у селі Добрівляни Дрогобицького повіту. Закінчив Дрогобицьку гімназію, де запізнався і заприятелював з Іваном Франком. Пізніше вивчав теологію у Львові. Був членом гуртка народовців.

## Священиче служіння
Висвячений у 1875 році, священникував у селах Галівка (1876–1877), Старий Кропивник Старосамбірського повіту (1877–1885), Попелі Дрогобицького повіту (1885–1886). 1886 року отець Іван Чапельський був призначений префектом студій у Львівській духовній семінарії. Одночасно викладав релігію у львівських народних школах, згодом став заступником катехита в Академічній гімназії. 1895 року його іменовано крилошанином митрополичої капітули. Став парохом кафедрального собору Святого Юра, 1918 року іменований Апостольською столицею його домашнім прелатом.

## Громадська й видавнича діяльність
Попри свою священичу і педагогічну діяльність отець Іван Чапельський був активним галицьким громадським діячем: головою Руського Педагогічного Товариста, а згодом Українського педагогічного товариства (1887–1891 і 1902–1910), заступником голови Торговельно-промислового товариства «Союзний Базар», кооперативу який торгував паперовими виробами, шкільним та канцелярським приладдям тощо, співпрацював з Народною лічницею, Українською щадницею, Крайовим Союзом кредитовим.
Приятелював з Іваном Франком, у 1880-х роках його батько о. Антон переховував Франка та його друзів від переслідувань жандармерії на своїй парафії. Дружби з Франком ніколи не зраджував.
Редагував газети «Господарь и Промышленникъ» та «Учитель». 1983 року на прохання товариства Просвіта видав збірку творів Маркіяна Шашкевича з нагоди 50-х роковин смерти письменника.
Помер 31 березня 1919 року. Похований в каплиці на Личаківському цвинтарі (поле 6).